# Mohawk (condado de Montgomery, Nueva York)
Mohawk es un pueblo ubicado en el condado de Montgomery en el estado estadounidense de Nueva York. En el año 2000 tenía una población de 3,902 habitantes y una densidad poblacional de 43 personas por km².

## Geografía
Mohawk se encuentra ubicado en las coordenadas 42°57′30.36″N 74°25′0.62″O / 42.9584333, -74.4168389.

## Demografía
Según la Oficina del Censo en 2000 los ingresos medios por hogar en la localidad eran de $38,125, y los ingresos medios por familia eran $43,700. Los hombres tenían unos ingresos medios de $32,015 frente a los $26,300 para las mujeres. La renta per cápita para la localidad era de $17,896. Alrededor del 9.6% de la población estaban por debajo del umbral de pobreza.